# Diecéze Le Puy-en-Velay
Diecéze Le Puy-en-Velay (lat. Dioecesis Aniciensis, franc. Diocèse du Puy-en-Velay) je francouzská římskokatolická diecéze. Leží na území departementu Haute-Loire, jehož hranice přesně kopíruje. Sídlo biskupství i katedrála Notre-Dame du Puy se nachází v Le Puy-en-Velay. Diecéze
Le Puy-en-Velay je součástí clermontské církevní provincie.

## Historie
Diecéze Le Puy-en-Velay byla zřízena v průběhu 3. století. V důsledku konkordátu z roku 1801 byla zrušena a její území včleněno do diecéze Clermont. K obnovení diecéze došlo 6. října 1822.
Od 8. prosince 2002 je diecéze Le Puy-en-Velay sufragánem arcidiecéze Clermont (ta se stala arcidiecézí k témuž dni).